# Cabretta
Cabretta (negli Stati Uniti uscì con il titolo di Mink DeVille) è il primo album dei Mink DeVille, pubblicato dalla Capitol Records nel 1977.

## Tracce
Lato A
1. Venus of Avenue D – 4:57 (Willy DeVille)
2. Little Girl – 4:19 (Jeff Barry, Ellie Greenwich, Phil Spector)
3. One Way Street – 2:50 (Willy DeVille)
4. Mixed Up, Shook Up Girl – 3:44 (Willy DeVille)
5. Gunslinger – 2:09 (Willy DeVille)

Durata totale: 17:59
Lato B
1. Can't Do Without It – 3:15 (Willy DeVille)
2. Cadillac Walk – 3:14 (John Martin)
3. Spanish Stroll – 3:38 (Willy DeVille)
4. She's so Tough – 2:30 (Willy DeVille)
5. Party Girls – 4:30 (Willy DeVille, Ruben Siquenza)

Durata totale: 17:07

## Formazione
- Willy DeVille - voce, chitarra, armonica
- Louis X Erlanger - chitarra
- Bobby Leonards - pianoforte
- Ruben Siguenza - basso
- T.R. Allen, Jr. (Manfred) - batteria

Musicisti aggiunti
- Steve Douglas - sassofono (brani: Venus of Avenue D, Gunslinger e Can't Do Without It)
- Mike Johnson (The Immortals) - accompagnamento vocale, cori (brani: Little Girl, Mixed Up, Shook Up Girl e Can't Do Without It)
- Val Heron (The Immortals) - accompagnamento vocale, cori (brani: Little Girl, Mixed Up, Shook Up Girl e Can't Do Without It)
- Max Bowman (The Immortals) - accompagnamento vocale, cori (brani: Little Girl, Mixed Up, Shook Up Girl e Can't Do Without It)

Note aggiuntive
- Jack Nitzsche - produttore
- Registrazioni effettuate al A&R Studios di Hollywood, California
- Kim King - ingegnere della registrazione
- Ed Rak - assistente ingegnere della registrazione
- Mixaggio effettuato al Capitol Studios di Hollywood, California
- Kim King - ingegnere del mixaggio
- Don Henderson - assistente ingegnere del mixaggio[1]

## Classifica
Singoli
| Anno | Titolo del brano | Classifica             | Posizione raggiunta |
| ---- | ---------------- | ---------------------- | ------------------- |
| 1977 | Spanish Stroll   | Official Singles Chart | 20                  |